# Hoplia siningensis
Hoplia siningensis är en skalbaggsart som beskrevs av Imre Frivaldszky 1892. Hoplia siningensis ingår i släktet Hoplia och familjen Melolonthidae. Inga underarter finns listade i Catalogue of Life.